# II. dinasztia

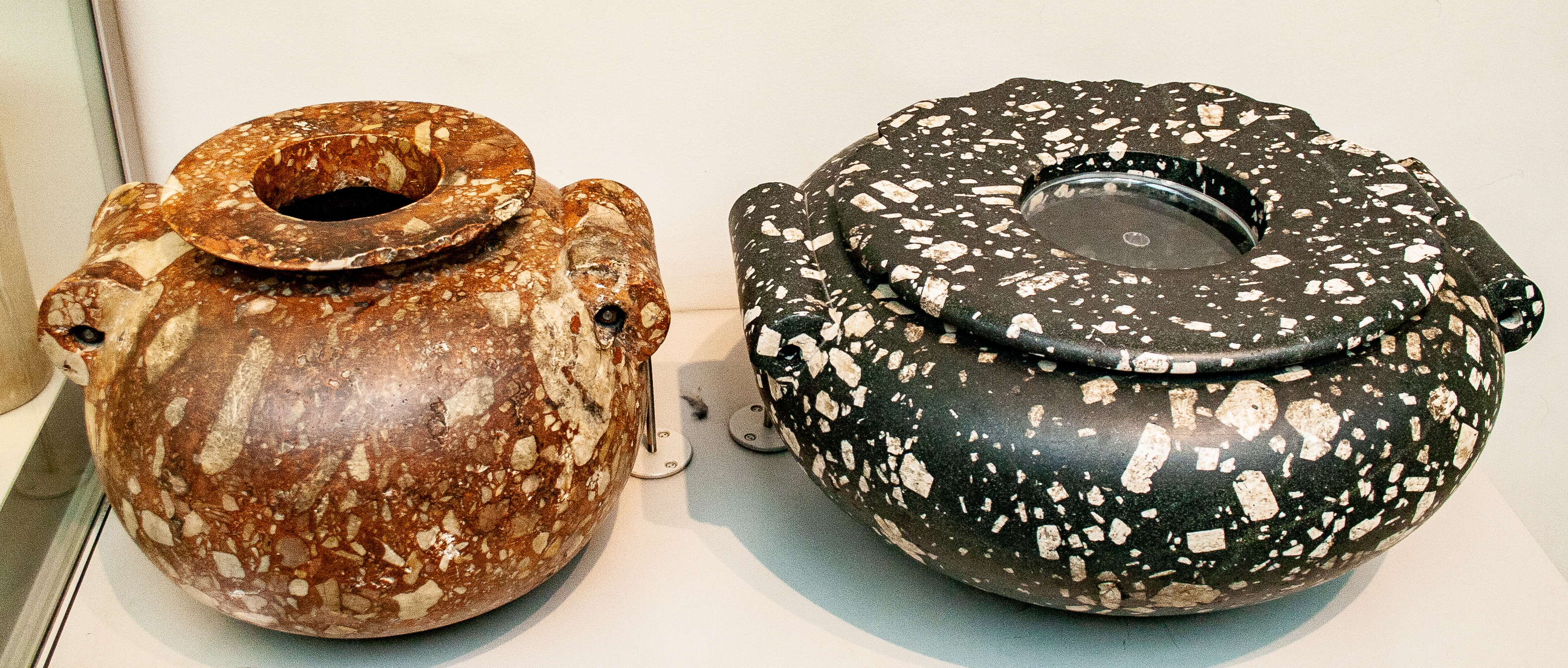
Két finoman megmunkált nagy kőedény, csöves fogantyúval, királyi temetkezésekből az I. vagy a II. dinasztia idejéből

Az ókori egyiptomi II. dinasztia az egyiptomi történelem thiniszi korának két uralkodódinasztiája közül a második, amely körülbelül 150–200 évig uralta az országot az i. e. 29–26. század körül. A II. dinasztia az egyiptomi történelem egyik leghomályosabb időszaka, egyiptológusok róla rendkivül keveset tudnak. Ebből a korból ugyanis még kevesebb régészeti lelet került elő, mint az ezt megelőző I. dinasztia idejéről. Ennek ellenére feltételezhető, hogy a II. dinasztia során Egyiptom fontos társadalmi, gazdasági és politikai változásokon esett át, amire egyiptológusok szerint az I. és III. dinasztiák közötti jelentős különbségek utalnak.

## Történet
Az első két dinasztia uralkodásának ideje, az i. e. kb. 3000–2600 közötti időszak „archaikus” korként ismeretes, amely megelőzte az Óbirodalom korát. Már ebben a nagyon korai szakaszban is tetten érhetők az ősi egyiptomi civilizáció állandósult jellegzetességei. A király istenszerű lény, bár „Nagy Ház” jelentésű, családias „fáraó” megnevezése csak később, az Újbirodalomban terjedt el. Az egyiptomi vallás bonyolult volt, és elsősorban a halál utáni létre összpontosított. Az örömteli túlvilági léthez meg akarták őrizni a testet, ezért változatos mumifikálási eljárásokat dolgoztak ki az uralkodók testének konzerválására. A nagyhatalmú papi és hivatalnokréteg is megjelent a korabeli társadalomban.
A második dinasztia (i. e. 2780–2635) is Thiniszből származott, s ma még ismeretlen kapcsolatban állott Hór-Aha családjával. Tagjai Hotepszehemui, Nebré, Ninetjer, akikről nevükön kívül más nem maradt fenn. Manethón csak annyit említ, hogy alattuk nagy szerencsétlenség történt: Bubasztisz mellett örvény támadott és sok embert elnyelt. Ugyanakkor Neferkherésznél azt írja, hogy a Nílusban napokig méz folyt, ami jólétre utal.
A második dinasztia utolsó királyával Meni egyenes ága valószínűleg megszakadt. Öt és fél évszázadra terjedő uralkodása alatt sem dicsőségnek, sem a nehézségeknek nem voltak híjával. Meni a Nílus völgy összes törzsét egyesítette fennhatósága alatt; de egy néppé tömörülésük nem lehetett egyetlen uralkodó munkája. A nomoszok fejedelmei, akik egy idő után független, öröklési joggal felruházott tisztviselő-helytartókká lettek, nehezen tudtak kibékülni már-már hűbéri alárendeltségükkel, s a kegyetlen, avagy épp gyenge uralkodók alatt minden alkalmat megragadtak a lázadásra. Nagyon valószínű, hogy némelyek nemcsak saját függetlenségüket vívták ki, hanem mellék-dinasztiát alapítottak. Vetélkedtek a főhatalomért az uralkodó családjával, olykor rövid ideig tartó tehetetlenségre kényszerítve azt. A fáraók némely névjegyzékében előforduló nem említett királynevek nagy része valószínűleg e törvénytelen dinasztiákba sorolható. Aha-Ménész utódai teljesen megtörték ezen ellenállásokat, s az egész országgal elismertették főhatalmukat. Az engedelmességre kényszerített nomarkhészokból lettek a fáraók udvari főméltóságai, valamint a király első tisztviselői.
A dinasztia családi kapcsolatai teljesen ismeretlenek, hiszen legtöbbjüknek csak a neve maradt fenn valamelyik királylistán, míg a korabeli feliratokon szereplő uralkodónevek és Hór-nevek nem azonosíthatók ezekkel. Nagy a bizonytalanság, hogy az ismert uralkodónevek, Hór-nevek és születési nevek közül ki kivel lehet azonos. Talán az egyetlen konkrétum e dinasztia belpolitikai életéből, hogy Ninetjer felosztotta örökösei között országát. Már a felosztás okát is homály fedi, egyesek szerint az egyesített ország közigazgatása túl bonyolulttá vált, ezért volt rá szükség. Mások gazdasági okokkal magyarázzák. Azt sem lehet tudni, hogy Ninetjer utódai a gyermekei, kijelölt örökösök vagy trónbitorlók voltak-e. Másodlagos utalásokból lehet következtetni arra is, hogy a névről ismert királyok közül ki lehetett Alsó- és ki Felső-Egyiptom uralkodója.
A dinasztia talán igen rövid időszakot ölel fel, hiszen Ninetjer egyik fiának neve Haszehem. Ha ez a fiú azonos az uralkodó Haszehemmel, akkor alig négy generáció. Haszehem a még kettéosztott Egyiptom egy részének, feltehetően Felső-Egyiptomnak uralkodója volt. Egyszer csak feltűnik egy Haszehemui név, aki már az egyesített ország kettős koronáját viselte, és nem tudni, azonos-e Haszehemmel. Valószínűleg Haszehemuival ér véget a II. dinasztia.
A III. dinasztia uralkodóival való kapcsolatuk is ismeretlen. Dzsószer halotti komplexumában (Dzsószer-piramis) és környékén rengeteg II. dinasztiabeli feliratos tárgy maradt fenn. Feltehető, hogy Dzsószer nem csak valamely elődje síremlékét sajátította ki, de halotti körzetének építése közben több II. dinasztiabeli sír felépítményét is elbontották. A Haszehemui és Dzsószer közötti kapcsolat több, egymást kizáró feltevést enged meg a dinasztiaváltásról. Dzsószer északra költözött, míg a korábbi uralkodók Felső-Egyiptomban tartották székhelyüket. A II. dinasztiára jellemző, hogy az alsó-egyiptomi nemesség síremlékei nagyobbak és gazdagabbak, mint az uralkodóké, több előkelő hivatalnok sírját vélték régebben királysírnak. Ma már tudjuk, hogy a II. dinasztia legtöbb királyának legfeljebb kenotáfiuma állt Alsó-Egyiptomban, kivéve a megosztottság idejét. Dzsószer lehetett Haszehemui fia, aki politikai és/vagy gazdasági okokból költözött északra. Lehetett trónbitorló felső-egyiptomi, akinek semmi köze nincs a dinasztiához. Lehetett gazdag alsó-egyiptomi hivatalnok is, aki fellázadt Felső-Egyiptom ellen, illetve a II. dinasztia kihalásával a kezébe ragadta a hatalmat.

## Főváros
Egyiptom fővárosa az II. dinasztia idején valószínűleg Thinisz (vagy Thisz) vagy Memphisz volt. Az i. e. 4. századi egyiptomi pap Manethón szerint az II. dinasztia uralkodói és elődeik thiniszból származtak és innen irányították az országot. Ennek bizonyítéka az lehet, hogy a II. dinasztia kései királyai Abüdoszban, a thiniszi régió királyi temetőjében voltak eltemetve. Több egyiptológus azonban ma azt vallja, hogy az ország fővárosa ebben a korban Memphisz volt, és Manethó Thinisz és a II. dinasztia közötti asszociácója csak annyit jelent, hogy a kor királyi ebből a régióból származtak. Memphiszt a hagyomány szerint az I. dinasztiabeli Narmer, az ország egyesítője alapította, hogy az egyesített Alsó- és Felső-Egyiptom határán az új város az új állam központja legyen. Ezen egyiptológusok szerint a kor királyai azért temetkeztek a thiniszi régióban, mert őseik innek kiindulva hódították meg egész Egyiptomot. Annyi biztos, hogy a II. dinasztiát követő III. dinasztia elejére az ország megkérdőjelezhetetlen központja Memphisz lett.

## Uralkodók listája
| Hórusz-név      | Nebti-név                                   | Ré fia                          | Manethónnál                | Uralkodás ideje Hornung szerint, i. e. | Uralkodás ideje von Beckerath szerint, i. e. |
| --------------- | ------------------------------------------- | ------------------------------- | -------------------------- | -------------------------------------- | -------------------------------------------- |
| Hotepszehemui   | Bedzsau, Bedzsatau, Netjerbau vagy Bauhotep | Hotep                           | Boéthosz                   | 2730 körül                             | 2853/2803-2825/2775                          |
| Nebré           | Kakau                                       |                                 | Kekhusz                    | 2700 körül                             | 2825/2775-2710/2760                          |
| Ninetjer        | Ninetjer                                    | Banetjer vagy Netjerru          | Binóthrisz                 | 2700-2660                              | 2810/2760-2767/2717                          |
|                 |                                             | Nubnofer                        |                            |                                        |                                              |
|                 | Uneg                                        |                                 |                            |                                        |                                              |
|                 | Uneg?                                       | Uadzsnesz vagy Uadzslasz        | Utlasz vagy Tlasz          |                                        | 2767/2717-2760/2710                          |
| Széth-Peribszen | Peribszen                                   | Peribszen                       |                            | 2660-2650                              |                                              |
| Szekhemib       | Szekhemib-Perenmaat                         | Szekhemib                       | Szeszókhrisz?              | 2650 körül                             |                                              |
|                 |                                             | Szenedzs                        | Szethenész                 | 2610 körül                             | 2760/2710-2749/2699                          |
|                 |                                             | I. Noferkaré, Noferka vagy Aaka | Neferkherész vagy Khairész |                                        | 2749/2699-2744/2694                          |
|                 |                                             | Noferkaszokar                   | Szeszókhrisz?              |                                        | 2744/2694-2736/2686                          |
|                 |                                             | I. Hudzsefa                     | Szeszókhrisz?              |                                        | 2736/2686-2734/2684                          |
|                 | Haszehemui                                  | Haszehem                        |                            |                                        |                                              |
| Haszehemui      | Hotepnetjerimef vagy Nubhetszen             |                                 | Khenerész                  | 2610-2593                              | 2734/2684-2707/2657                          |